# Hazel LeRoy Wallace
Hazel LeRoy Wallace, kanadski letalski častnik, vojaški pilot in letalski as, * 13. november 1897, Lethbridge, Alberta, † 22. marec 1976.
Stotnik Wallace je v svoji vojaški službi dosegel 14 zračnih zmag.

## Življenjepis
Med prvo svetovno vojno je bil sprva pripadnik RNAS, nato pa RAF.

## Odlikovanja
- Distinguished Flying Cross (DFC)